# マリオ・スペーヒー
マリオ・スペーヒー（Mário Sperry、1966年9月28日 - ）は、ブラジルの男性柔術家、総合格闘家。リオグランデ・ド・スル州ポルト・アレグレ出身。フリーランス。ブラジリアン柔術五段。
ブラジリアン・トップチームの創始者の1人。リーダー格的存在であり、チーム所属選手から絶大な信頼を得ていたが、2007年に同チームを脱退。

## 来歴
1998年3月、アブダビコンバット第1回大会に出場し、99kg未満級、無差別級の2階級で優勝を果たした。
2000年、ムリーロ・ブスタマンチ、ベベオ・ドゥアルチ、ヒカルド・リボーリオらとともにカーウソン・グレイシーのもとからブラジリアン・トップチームとして独立。
2001年11月3日、PRIDE.17でイゴール・ボブチャンチンと対戦し、肩固めで一本勝ち。
2004年2月15日、PRIDE 武士道 -其の弐-でマイク・"バットマン"・ベンチッチと対戦し、試合開始後わずか11秒、右フックでKO勝ち。
2006年2月26日、PRIDE.31で高阪剛と対戦し、KO負け。
2007年7月14日、Cage Rageでリー・ハスデルと総合格闘技復帰戦を行い、チョークスリーパーで一本勝ち。試合後ほどなくして、自らが設立に携わったブラジリアン・トップチームを脱退した。

## 戦績
| 総合格闘技 戦績 | 総合格闘技 戦績 | 総合格闘技 戦績 | 総合格闘技 戦績 | 総合格闘技 戦績 | 総合格闘技 戦績 | 総合格闘技 戦績 |
| --------------- | --------------- | --------------- | --------------- | --------------- | --------------- | --------------- |
| 17 試合         | (T)KO           | 一本            | 判定            | その他          | 引き分け        | 無効試合        |
| 13 勝           | 3               | 7               | 3               | 0               | 0               | 0               |
| 4 敗            | 3               | 0               | 1               | 0               | 0               | 0               |

| 勝敗 | 対戦相手                         | 試合結果                           | 大会名                                                    | 開催年月日     |
| ○    | リー・ハスデル                   | 1R 1:39 チョークスリーパー         | Cage Rage 22: Hard as Hell                                | 2007年7月14日  |
| ×    | 高阪剛                           | 1R 1:20 KO（スタンドパンチ連打）   | PRIDE.31 Dreamers                                         | 2006年2月26日  |
| ○    | 横井宏考                         | 1R 9:08 TKO（グラウンドの膝蹴り）  | PRIDE.29 SURVIVAL                                         | 2005年2月20日  |
| ○    | マイク・"バットマン"・ベンチッチ | 1R 0:11 KO（右フック）             | PRIDE 武士道 -其の弐-                                     | 2004年2月15日  |
| ×    | 近藤有己                         | 1R 3:27 TKO（ドクターストップ）    | PRIDE SPECIAL 男祭り 2003                                 | 2003年12月31日 |
| ○    | アンドレイ・コピィロフ           | 1R 6:02 TKO（ドクターストップ）    | PRIDE.22                                                  | 2002年9月29日  |
| ○    | 坂田亘                           | 5分3R終了 判定3-0                  | 世界最強伝説 UFO LEGEND                                   | 2002年8月8日   |
| ×    | ムリーロ・ニンジャ               | 3R（10分/5分/5分）終了 判定0-3     | PRIDE.20                                                  | 2002年4月28日  |
| ○    | イゴール・ボブチャンチン         | 1R 2:52 肩固め                     | PRIDE.17                                                  | 2001年11月3日  |
| ○    | 金原弘光                         | 5分2R終了 判定2-0                  | コロシアム2000                                            | 2000年5月26日  |
| ○    | クリストファー・ヘイズマン       | 1R 1:12 ギブアップ（パンチ連打）   | Caged Combat 1: Australian Ultimate Fighting 【決勝】     | 1997年3月22日  |
| ○    | ニール・ボディコート             | 1R 0:47 ギブアップ（パンチ連打）   | Caged Combat 1: Australian Ultimate Fighting 【準決勝】   | 1997年3月22日  |
| ○    | ヴァーノン・"タイガー"・ホワイト | 5分3R終了 判定3-0                  | Caged Combat 1: Australian Ultimate Fighting 【1回戦】    | 1997年3月22日  |
| ○    | アンドレイ・ドゥドコ             | 1R 4:15 チキンウィングアームロック | Martial Arts Reality Superfighting                        | 1996年11月22日 |
| ×    | イゴール・ジノビエフ             | 1R 11:39 TKO（ドクターストップ）   | Extreme Fighting 1 【ミドル級王座決定トーナメント 決勝】  | 1995年11月18日 |
| ○    | ラドヤード・モンカヨ             | 1R 2:42 ギブアップ（パンチ連打）   | Extreme Fighting 1 【ミドル級王座決定トーナメント 1回戦】 | 1995年11月18日 |

## 獲得タイトル
- 世界柔術選手権 黒帯ペサディシモ（＋97kg）級 優勝（1996年）
- Caged Combat 1 優勝（1997年）
- 世界柔術選手権 黒帯スペルペサード（-97kg）級 優勝（1997年）
- 世界柔術選手権 黒帯アブソルート（無差別）級 優勝（1998年）
- ADCC 1998 99kg未満級 優勝、無差別級 優勝（1998年）